# Martín Emilio Rodríguez
Martín Emilio 'Cochise' Rodríguez Gutiérrez (Medellín, Antioquia, 14 april 1942) is een Colombiaans voormalig wielrenner. 
Zijn bijnaam 'Cochise' komt voort uit een westernfilm uit de jaren 50, Broken Arrow, met onder meer James Stewart. Cochise was het opperhoofd van de Apachen in deze film, waar Rodrigues helemaal gek van was. Hij vertelde later dat zijn vriendjes er zo gek van werden dat ze hem Cochise gingen noemen. Deze bijnaam is hem altijd bijgebleven.
Elf dagen na zijn geboorte overleed zijn vader. 'Cochise' was de jongste van zes broers. Hij begon zijn loopbaan als wielrenner bij de amateurs in 1960 op 17-jarige leeftijd. In 1961 reed hij z'n eerste Ronde van Colombia. Twee jaar later won hij in 1963 voor het eerst deze ronde.
Hij was de eerste Colombiaan die ooit het werelduurrecord hield. Hij verbrak het toenmalige record voor amateurs op 7 oktober 1970 in Mexico door een afstand van 47,553 kilometer te rijden. Daarnaast werd hij in 1971 wereldkampioen op de baan op het onderdeel individuele achtervolging voor amateurs. Dit onderdeel won hij meermaals op de Pan-Amerikaanse spelen, de Centraal-Amerikaanse spelen en de Bolivariaanse Spelen. Hij won in totaal viermaal de Ronde van Colombia, eenmaal de Clásico RCN en driemaal de Ronde van Táchira in Venezuela. Hij won bovendien een totaal van 39 etappes in de Ronde van Colombia, een record. Dit alles in de jaren zestig.
Toen 'Cochise' in de dertig was, ging hij als profwielrenner in 1973 in Italië rijden. Hij ging aan de slag bij de Italiaanse Bianchi-ploeg. Het was meteen al raak toen hij een Giro-etappe wist te winnen in zijn eerste jaar, evenals de GP Camaiore en de Trofeo Baracchi, een koppeltijdrit, die hij won met Felice Gimondi. 'Cochise' reed in 1975 zijn eerste en enige Tour de France. Nadat hij 27ste was geworden in het eindklassement, keerde hij terug naar Colombia om als amateurwielrenner zijn laatste actieve sportjaren te slijten. Volgens vele volgers in de jaren zeventig was 'Cochise' de beste renner in de Giro en de Tour die hij reed en reed hij met groots gemak omhoog. Tijdrijden was zijn specialiteit. Hij moest zich alleen bijna letterlijk opofferen voor zijn kopman Felice Gimondi, die zich vaak afzette aan het lijf van Rodriguez aan het begin van de klim om op snelheid te kunnen komen. 'Cochise' reed dan terug naar Gimondi die weer wat stilviel en dan zette Gimondi zich opnieuw af net zo lang tot de Italiaan boven was. Hij werd soms ook letterlijk de berg op geduwd door zijn Colombiaanse helper. 'Cochise' deed er jaren later vaak lacherig over en zei dat hij een mooie tijd had gehad. "Hij en ik konden het goed vinden, maar zonder mij had zijn erelijst er heel anders uitgezien," zei hij dan lachend. ""Ik moest voor twee rijden, maar ik kreeg ook voor twee betaald en dat maakte veel goed."  Gazzetta dello Sport en L'equipe schreven later dat 'Cochise' een Merckxiaanse erelijst had kunnen uitbouwen mocht hij tien jaar ervoor naar Europa zijn gekomen .
In 1980 beëindigde hij definitief zijn loopbaan. Er werd in Medellín een wielerbaan naar hem vernoemd: Velódromo Martín Emilio Cochise Rodríguez. Hij werd in 1999 verkozen tot Colombiaans sportman van de eeuw .

## Belangrijkste overwinningen
1963
Eindklassement Clásico RCN
Eindklassement Ronde van Colombia
1964
Eindklassement Ronde van Colombia
1966
Eindklassement Ronde van Colombia
Eindklassement Ronde van Táchira
1967
Eindklassement Ronde van Colombia
1968
Eindklassement Ronde van Táchira
1970
Eindklassement Clásica Domingo a Domingo
1971
Eindklassement Ronde van Táchira
Wereldkampioenschap Baan, Achtervolging, Amateurs
1973 (profs)
Trofeo Baracchi + Felice Gimondi
15e etappe Ronde van Italië
GP Città di Camaiore
1975 (profs)
19e etappe Ronde van Italië

## Resultaten in voornaamste wedstrijden
| Jaar | Ronde van Italië | Ronde van Frankrijk | Ronde van Spanje |
| ---- | ---------------- | ------------------- | ---------------- |
| 1973 | 41e (1)          |                     |                  |
| 1974 | 18e              |                     |                  |
| 1975 | 33e (1)          | 27e                 |                  |

(*) tussen haakjes aantal individuele etappe-overwinningen